# 中国共产党东莞市纪律检查委员会
中国共产党东莞市纪律检查委员会，简称中共东莞市纪律检查委员会、中共东莞市纪委，是东莞市的纪律检查机关，行政级别为副地厅级，与东莞市监察委员会合署办公。
中国共产党东莞市纪律检查委员会履行中国共产党的党内纪律检查和政府行政监察两种职能，向省纪委、监委和东莞市委、市政府负责。

## 职责
根据《中国共产党章程》，中国共产党东莞市纪律检查委员会履行以下职责：
1. 维护党的章程和其他党内法规，检查党的路线、方针、政策和决议的执行情况，协助党的委员会推进全面从严治党、加强党风建设和组织协调反腐败工作，推动完善党和国家监督体系；
2. 经常对党员进行遵守纪律的教育，作出关于维护党纪的决定；
3. 对党的组织和党员领导干部履行职责、行使权力进行监督，受理处置党员群众检举举报，开展谈话提醒、约谈函询；
4. 检查和处理党的组织和党员违反党的章程和其他党内法规的比较重要或复杂的案件，决定或取消对这些案件中的党员的处分；
5. 进行问责或提出责任追究的建议；受理党员的控告和申诉；保障党员的权利。

## 机构设置
根据《中共东莞市纪律检查委员会、东莞市监察委员会机关职能配置、内设机构和人员编制规定》，中共东莞市纪律检查委员会、东莞市监察委员会共有21个内设机构、40个派驻（出）机构。中国共产党东莞市纪律监察委员会、东莞市监察委员会内设机构为副县处级。中共东莞市纪律检查委员会、东莞市监察委员会设置以下机构：

### 内设机构
- 办公室
- 组织部
- 宣传部
- 党风政风监督室
- 信访室
- 案件监督管理室
- 案件审理室
- 纪检监察干部监督室
- 机关党委
- 第一监督检查室
- 第二监督检查室
- 第三监督检查室
- 第四监督检查室
- 第五监督检查室
- 第六监督检查室
- 第七监督检查室
- 第八监督检查室
- 第九监督检查室
- 第十监督检查室
- 第十一监督检查室
- 第十二监督检查室

（案件监督管理室加挂反腐败国际追逃追赃工作办公室牌子。）

### 直属事业单位
- 东莞市粤桥山庄管理处

### 派驻（出）机构

#### 驻市一级党和国家机关纪检监察组
- 东莞市纪委监委驻市委办公室纪检监察组
- 东莞市纪委监委驻市委组织部纪检监察组
- 东莞市纪委监委驻市委宣传部纪检监察组
- 东莞市纪委监委驻市委统战部纪检监察组
- 东莞市纪委监委驻市人大机关纪检监察组
- 东莞市纪委监委驻市政府办公室纪检监察组
- 东莞市纪委监委驻市发展和改革局纪检监察组
- 东莞市纪委监委驻市教育局纪检监察组
- 东莞市纪委监委驻市科学技术局纪检监察组
- 东莞市纪委监委驻市工业和信息化局纪检监察组
- 东莞市纪委监委驻市公安局纪检监察组
- 东莞市纪委监委驻市民政局纪检监察组
- 东莞市纪委监委驻市司法局纪检监察组
- 东莞市纪委监委驻市财政局纪检监察组
- 东莞市纪委监委驻市人力资源和社会保障局纪检监察组
- 东莞市纪委监委驻市自然资源局纪检监察组
- 东莞市纪委监委驻市生态环境局纪检监察组
- 东莞市纪委监委驻市住房和城乡建设局纪检监察组
- 东莞市纪委监委驻市交通运输局纪检监察组
- 东莞市纪委监委驻市水务局纪检监察组
- 东莞市纪委监委驻市农业农村局纪检监察组
- 东莞市纪委监委驻市商务局纪检监察组
- 东莞市纪委监委驻市文化广电旅游体育局纪检监察组
- 东莞市纪委监委驻市卫生健康局纪检监察组
- 东莞市纪委监委驻市应急管理局纪检监察组
- 东莞市纪委监委驻市审计局纪检监察组
- 东莞市纪委监委驻市人民政府国有资产监督管理委员会纪检监察组
- 东莞市纪委监委驻市市场监督管理局纪检监察组
- 东莞市纪委监委驻市医疗保障局纪检监察组
- 东莞市纪委监委驻市城市管理和综合执法局纪检监察组
- 东莞市纪委监委驻市政协机关纪检监察组
- 东莞市纪委监委驻市中级人民法院纪检监察组
- 东莞市纪委监委驻市人民检察院纪检监察组

#### 驻市管金融企业纪检监察组
- 东莞市纪委监委驻东莞银行股份有限公司纪检监察组
- 东莞市纪委监委驻东莞信托有限公司纪检监察组
- 东莞市纪委监委驻东莞证券股份有限公司纪检监察组

#### 派出机构
- 东莞市纪委监委市直机关纪检监察工作委员会
- 东莞松山湖高新技术产业开发区纪检监察工作委员会
- 东莞水乡特色发展经济区纪检监察工作委员会
- 东莞滨海湾新区纪检监察工作委员会